# Seznam dílů seriálu Škola ro(c)ku
Toto je seznam dílů seriálu Škola ro(c)ku.

## Přehled řad
| Řada | Díly | Premiéra v USA   | Premiéra v USA  | Premiéra v ČR     | Premiéra v ČR     |
| Řada | Díly | První díl        | Poslední díl    | První díl         | Poslední díl      |
| ---- | ---- | ---------------- | --------------- | ----------------- | ----------------- |
| 1    | 12   | 12. března 2016  | 18. června 2016 | 25. září 2016     | 10. prosince 2016 |
| 2    | 13   | 17. září 2016    | 28. ledna 2017  | 16. července 2017 | 10. ledna 2017    |
| 3    | 20   | 8. července 2017 | 8. dubna 2018   | 16. července 2018 | 7. srpna 2018     |

## Seznam dílů
Epizody jsou v ČR většinou seřazeny podle prod. kódů

### První řada (2016)
| Č. v seriálu | Č. v řadě | Původní název                          | Český název                                 | Režie                | Scénář                                                              | Premiéra v USA  | Premiéra v ČR | Prod. kód |
| ------------ | --------- | -------------------------------------- | ------------------------------------------- | -------------------- | ------------------------------------------------------------------- | --------------- | ------------- | --------- |
| 1            | 1         | Come Together                          | Spolčení                                    | Jonathan Judge       | námět: Mike White scénář: Jim Armogida, Steve Armogida a Mike White | 12. března 2016 | vysíláno      | 112       |
| 2            | 2         | Cover Me                               | Podpoř mě/ Nemůžeš vždy mít co chceš        | Jonathan Judge       | Gigi McCreery & Perry Rein                                          | 19. března 2016 | vysíláno      | 102       |
| 3            | 3         | Video Killed the Speed Debate Star     | Video zabilo hvězdu rychlodebat             | Bruce Leddy          | Jeremy Hall                                                         | 26. března 2016 | vysíláno      | 104       |
| 4            | 4         | The Story of Us (But More About Me)    | Příběh o nás (Ale víc o mně)                | Bruce Leddy          | Eric Friedman                                                       | 2. dubna 2016   | vysíláno      | 103       |
| 5            | 5         | We're Not Gonna Take It                | Tohle to nebereme                           | Trevor Kirschner     | Laurie Parres                                                       | 9. dubna 2016   | vysíláno      | 105       |
| 6            | 6         | A Band with No Name                    | Kapela beze jména                           | Michael Shea         | Kevin Jakubowski                                                    | 16. dubna 2016  | vysíláno      | 106       |
| 7            | 7         | We Can Be Heroes, Sort Of              | Můžeme být něco jako hrdinové               | Savage Steve Holland | Jay Kogen                                                           | 23. dubna 2016  | vysíláno      | 108       |
| 8            | 8         | Should I Stay or Should I Go?          | Mám zůstat nebo mám jít                     | Sean Lambert         | Gigi McCreery & Perry Rein                                          | 30. dubna 2016  | vysíláno      | 107       |
| 9            | 9         | Money (That's What I Want)             | Peníze (To je to, co chci)                  | Trevor Kirschner     | Gigi McCreery & Perry Rein                                          | 7. května 2016  | vysíláno      | 110       |
| 10           | 10        | Freddy Fights for His Right to Party   | Freddy bojuje za své právo jít na večírek   | Jay Kogen            | Jeremy Hall                                                         | 4. června 2016  | vysíláno      | 109       |
| 11           | 11        | (Really Really) Old Time Rock and Roll | (Skutečně, skutečně) Rokenrol z dávných dob | Jonathan Judge       | Eric Friedman                                                       | 11. června 2016 | vysíláno      | 111       |
| 12           | 12        | We Are the Champions... Maybe          | Jsme šampioni, možná                        | Trevor Kirschner     | Jay Kogen                                                           | 18. června 2016 | vysíláno      | 113       |

### Druhá řada (2016-2017)
| Č. v seriálu | Č. v řadě | Původní název                     | Český název              | Režie              | Scénář                                   | Premiéra v USA     | Premiéra v ČR | Prod. kód |
| ------------ | --------- | --------------------------------- | ------------------------ | ------------------ | ---------------------------------------- | ------------------ | ------------- | --------- |
| 13           | 1         | Changes                           | Změny                    | Trevor Kirschner   | Jim Armogida & Steve Armogida            | 17. září 2016      | vysíláno      | 201       |
| 14           | 2         | Wouldn't It Be Nice?              | Nebylo by to hezké?      | Trevor Kirschner   | Jay Kogen                                | 24. září 2016      | vysíláno      | 202       |
| 15           | 3         | With or Without You               | S tebou nebo bez tebe    | Jody Margolin Hahn | Sarah Jane Cunningham & Suzie V. Freeman | 1. října 2016      | vysíláno      | 203       |
| 16           | 4         | Brilliant Disguise                | Perfektní přestrojení    | Trevor Kirschner   | Steve Skrovan                            | 8. října 2016      | vysíláno      | 204       |
| 17           | 5         | I Put a Spell on You              | Zhypnotizuju tě          | Jonathan Judge     | Lindsay Golder                           | 15. října 2016     | vysíláno      | 208       |
| 18           | 6         | Welcome to My Nightmare           | Vítej v mém zlém snu     | Trevor Kirschner   | Alison Flierl & Scott Chernoff           | 22. října 2016     | vysíláno      | 210       |
| 19           | 7         | Truckin'                          | Stopování                | Trevor Kirschner   | Jeremy Hall                              | 5. listopadu 2016  | vysíláno      | 209       |
| 20           | 8         | Voices Carry                      | Doslech hlasů            | Eric Dean Seaton   | Jeremy Hall                              | 12. listopadu 2016 | vysíláno      | 207       |
| 21           | 9         | Is She Really Going Out with Him? | Ona s ním opravdu chodí? | Jonathan Judge     | Harry Hannigan                           | 19. listopadu 2016 | vysíláno      | 206       |
| 22           | 10        | Total Eclipse of the Heart        | Totální zatmění srdce    | Jay Kogen          | Corinne Marshall                         | 7. ledna 2016      | vysíláno      | 212       |
| 23           | 11        | Takin' Care of Business           | Starat se o byznys       | Jonathan Judge     | Scott Chernoff & Alison Flierl           | 14. ledna 2016     | vysíláno      | 205       |
| 24           | 12        | Don't Let Me Be Misunderstood     | Abys mě dobře pochopil   | Trevor Kirschner   | Jay Kogen                                | 21. ledna 2016     | vysíláno      | 213       |
| 25           | 13        | Don't Stop Believin'              | Nepřestávej věřit        | Jonathan Judge     | Steve Armogida & Jim Armogida            | 28. ledna 2016     | vysíláno      | 211       |

### Třetí řada (2017-2018)
| Č. v seriálu | Č. v řadě | Původní název                           | Český název                           | Režie            | Scénář                                   | Premiéra v USA     | Premiéra v ČR | Prod. kód |
| ------------ | --------- | --------------------------------------- | ------------------------------------- | ---------------- | ---------------------------------------- | ------------------ | ------------- | --------- |
| 26           | 1         | Hold on Loosely                         | Drž se volně                          | Jonathan Judge   | Jim Armogida & Steve Armogida            | 8. července 2017   | vysíláno      | 301       |
| 27           | 2         | Do You Want to Know a Secret?           | Chceš znát tajemství?                 | Eric Dean Seaton | Suzie V. Freeman & Sarah Jane Cunningham | 15. července 2017  | vysíláno      | 302       |
| 28           | 3         | True Colors                             | Přiznej barvu                         | Victor Gonzalez  | Steve Skrovan                            | 22. července 2017  | vysíláno      | 303       |
| 29           | 4         | Leader of the Band                      | Lídr kapely                           | Trevor Kirschner | Jeremy Hall                              | 29. července 2017  | vysíláno      | 305       |
| 30           | 5         | The Other Side of Summer                | Summer a její druhá tvář              | Victor Gonzalez  | Jay Kogen                                | 5. srpna 2017      | vysíláno      | 307       |
| 31           | 6         | Minimum Wage                            | Minimální mzda                        | Jay Kogen        | Clay Lapari                              | 12. srpna 2017     | vysíláno      | 309       |
| 32           | 7         | Heroes and Villains                     | Hrdinové a padouši                    | Trevor Kirschner | Harry Hannigan                           | 18. listopadu 2017 | vysíláno      | 304       |
| 33           | 8         | Jingle Bell Rock                        | Jingle Bell Rock                      | Jonathan Judge   | Suzie V. Freeman & Sarah Jane Cunningham | 3. prosince 2017   | vysíláno      | 315       |
| 34           | 9         | Kool Thing                              | Super věc                             | Victor Gonzalez  | Sarah Jane Cunningham & Suzie V. Freeman | 7. ledna 2018      | vysíláno      | 311       |
| 35           | 10        | Would I Lie to You?                     | Copak bych ti lhal?                   | Katy Garretson   | Alison Flierl & Scott Chernoff           | 14. ledna 2018     | vysíláno      | 308       |
| 36           | 11        | Puppy Love                              | Štěněcí láska                         | Katy Garretson   | Scott Chernoff & Alison Flierl           | 21. ledna 2018     | vysíláno      | 306       |
| 37           | 12        | Love Is a Battlefield                   | Láska je pitevní pole                 | Trevor Kirschner | Harry Hannigan                           | 28. ledna 2018     | vysíláno      | 312       |
| 38           | 13        | A Matter of Trust                       | Věc důvěry                            | Katy Garretson   | Steve Skrovan                            | 11. února 2018     | vysíláno      | 310       |
| 39           | 14        | Don’t Know What You Got (Til It’s Gone) | Nevíš, co máš, (dokud o to nepřijdeš) | Tony Cavalero    | Shawn Simmons                            | 18. února 2018     | vysíláno      | 314       |
| 40           | 15        | Not Afraid                              | Nebojím se                            | Steve Armogida   | Jeremy Hall                              | 25. února 2018     | vysíláno      | 319       |
| 41           | 16        | Surprise, Surprise                      | Překvapení, Překvapení                | Jay Kogen        | Jeremy Hall                              | 4. března 2018     | vysíláno      | 313       |
| 42           | 17        | We Gotta Get Outta This Place           | Musíme odsud vypadnout                | Jonathan Judge   | Shawn Simmons                            | 11. března 2018    | vysíláno      | 316       |
| 43           | 18        | Photograph                              | Každá fotka vypráví příběh            | Jim Armogida     | Jay Kogen                                | 18. března 2018    | vysíláno      | 320       |
| 44           | 19        | I Love Rock and Roll: Part 1            | Miluju rokenrol, 1.část               | Trevor Kirschner | Steve Armogida & Jim Armogida            | 1. dubna 2018      | vysíláno      | 317       |
| 45           | 20        | I Love Rock and Roll: Part 2            | Miluju rokenrol, 2.část               | Trevor Kirschner | Steve Armogida & Jim Armogida            | 8. dubna 2018      | vysíláno      | 318       |